# Montguillon
Montguillon est une ancienne commune française située dans le département de Maine-et-Loire, en région Pays de la Loire.
Elle est depuis le 15 décembre 2016 intégrée à la nouvelle commune de Segré-en-Anjou Bleu.

## Géographie
Commune angevine du Segréen, Montguillon se situe dans le nord du département en limite de celui de la Mayenne, sur la route D 189, Saint-Sauveur-de-Flée.

## Histoire
(mai 2015).
Si vous disposez d'ouvrages ou d'articles de référence ou si vous connaissez des sites web de qualité traitant du thème abordé ici, merci de compléter l'article en donnant les références utiles à sa vérifiabilité et en les liant à la section « Notes et références ».

### Antiquité
Les restes d'un cromlech au sommet d'une colline situé à l'ouest de la commune, laissent à penser que dès l'époque néolithique, une présence humaine s'était établie dans la contrée pour y dresser ce monument qui comptait à l'origine quatorze menhirs disposés en cercle. Beaucoup plus tard, des peuplades gauloises vinrent à leur tour s'établirent sur ce territoire dans le but d'extraire des métaux à partir de minéraux et de fours rudimentaires situés dans le Bois des Rouvrayes et celui de Molière. D'ailleurs, à proximité le site des Forges a conservé pendant fort longtemps des restes de scories et de métaux résiduels, ce qui témoigne d'une forte activité. La période gallo-romaine va développer plusieurs autres forges dans un périmètre proche comme aux abords de Saint-Sauveur-de-Flée et le domaine de Molières.

### Moyen-Âge
Comme dans toute la région, pendant le règne des rois carolingiens et celui des capétiens, des chevaliers s'approprièrent des terres et assujettirent dans le même temps la population qui était en place pour défricher ces terres, les cultiver et accroître leur domaine. Selon les relevés topographiques du cadastre de 1833, une petite motte féodale, se situait en haut du village actuel, fortifiée naturellement par une inclinaison du terrain et des ruisseaux alimentés par les anciens étangs des Traconnières. Cette dénomination permet de penser qu'une autre motte féodale de plus grande importance était à proximité. En fonction de l'aspect géologique, il est fort probable, qu'entourée d'eau, elle s'élevait à l'endroit où fut construite la ferme du Domaine par la suite. Ce sont d'ailleurs ces seigneurs qui élèveront une grande chapelle vers 1050, puisque ce sont leurs héritiers qui remettront les clés de la chapelle à l'évêque d'Angers en 1130.
À quelques lieues de là, s'élevait également la Motte Milon, une place forte entourée d'eau, puis selon les archives de Molières, un château fort s'élevait sur la colline, non loin du lieu-dit les Forges.
Aux XIVe et XVe siècles, les terres de Montguillon allaient être acquises par les seigneuries locales avec notamment le château de la Bourgonnière qui, dépendante de Molière appartenait au chevalier Jehan Gautier, puis le château de Bouillé Théval, érigé sur les ruines d'un château fort par la famille de Gilles Quatrebarbes et le manoir de la Motte Milon, détenu par Antoine de la Saugère. Excepté le domaine de Bouillé Théval qui avait droit de haute justice, les autres terres relevaient de la baronnie de Château-Gontier et de la châtellenie de la Jaille.
Vers 1480, le village était composé d'au moins neuf chaumières, à proximité de la petite église et de son cimetière. Au nord, de ce martyrétum, se dressait une petite cure dont les premiers occupants sont inconnus.[pas clair] Néanmoins, il est vraisemblable que ce sont des moines capucins qui y résidaient puisque des documents attestent la présence d'une aumônerie sur leur domaine. D'ailleurs sur ses vestiges seront construites deux petites closeries appelées : les Moineries (voir cadastre 1833). C'est alors qu'un prêtre fortuné allait dresser un grand presbytère entouré de douves, à 800 mètres de l'église. Après la Révolution, ce site sera transformé en école publique, en mairie puis deviendra la ferme du Verger.

### Ancien régime et Révolution
En dehors du terrible hiver 1709, où les gens mouraient de faim, la vie économique se développait lentement avec une multitude de journaliers, de closiers et de fileuses, alors qu'il y avait qu'un forgeron et quelques tisserands.
La révolution laissa des traces douloureuses pour les habitants avec notamment l'emprisonnement en 1791, du prêtre Jean François Aubert, pour avoir refusé de prêter serment à la constitution de la République. Ce religieux fera partie du nombre de noyés en Loire à Nantes sur les ordres de Jean Baptiste Carrier le 5 décembre 1793. Il sera remplacé par un vicaire de Saint-Sauveur-d- Flée, Théodore Larochequi, peu apprécié de la population, allait être chassé par les chouans avant que ces derniers ne viennent exécuter quelques saccages dans l’église et voler une grande partie des objets sacrés. Le maire de l'époque Guy Chopin fut démissionné par le syndic de Saint-Martin-du-Bois, étant soupçonné de quelques affinités avec la chouannerie, aussi fut-il remplacé par un dénommé Pierre Delaune qui le 26 juin 1794, fut assassiné de 18 coup de baïonnette par les chouans dirigés par Coquereau.

### Époque contemporaine
À la suite de ces événements, les deux presbytères furent vendus puis la paroisse fut supprimée en 1803. Il faudra attendre 30 ans après de nombreux travaux pour que la paroisse renaisse. Le cimetière qui jouxtait avec l'église fut transféré dans le Cloteau des Perrières, sur la route de Saint-Sauveur-de-Flée, un nouveau presbytère fut construit sur l'emplacement et un nouveau clocher vit le jour.
Après la construction d'une dizaine de nouvelles maisons dans le village, une école publique et une mairie furent construites en 1864, après avoir siégé dans deux pièces de l'ancien grand presbytère à partir de 1825 environ. Une école libre fut instituée en 1855 avec la prestation de religieuses mais elle fermera en 1961.
Le plan cadastral fut réalisé en 1828, après des échanges de terres importantes avec le nouveau département de la Mayenne, du fait que tout le secteur de Château-Gontier ne faisait plus partie de la province d'Anjou.
En ce qui concerne les guerres, la commune connut le sacrifice de nombre de ses enfants, avec un soldat lors du conflit de 1870, puis 23 pour la guerre de 1914-1918. Au cours du conflit de 1939, un bombardement eut lieu en campagne le 29 mai 1944, ne faisant aucune victime alors qu'un parachutage sans doute anglais, du colonel Buckmaster avait été réalisé vers 1942, d'après un parachute retrouvé en 1943.

## Politique et administration

### Administration municipale

#### Administration actuelle
Depuis le 15 décembre 2016 Montguillon constitue une commune déléguée au sein de la commune nouvelle de Segré-en-Anjou Bleu et dispose d'un maire délégué.
| Période                                  | Période  | Identité           | Étiquette | Qualité |
| ---------------------------------------- | -------- | ------------------ | --------- | ------- |
| décembre 2016                            | mai 2020 | Joël Roncin        |           |         |
| mai 2020                                 |          | Sandrine Moullière |           |         |
| Les données manquantes sont à compléter. |          |                    |           |         |

#### Administration ancienne
| Période                                  | Période       | Identité     | Étiquette | Qualité |
| ---------------------------------------- | ------------- | ------------ | --------- | ------- |
| mars 1967                                | mars 2001     | Michel Renou |           |         |
| mars 2001                                | décembre 2016 | Joël Roncin  |           |         |
| Les données manquantes sont à compléter. |               |              |           |         |

### Ancienne situation administrative
La commune était membre de la communauté de communes du Canton de Segré, elle-même membre du syndicat mixte Pays de l'Anjou bleu, Pays segréen, jusqu'à son intégration dans Segré-en-Anjou Bleu.

## Population et société

### Évolution démographique
L'évolution du nombre d'habitants est connue à travers les recensements de la population effectués dans la commune depuis 1793. À partir du 1er janvier 2009, les populations légales des communes sont publiées annuellement dans le cadre d'un recensement qui repose désormais sur une collecte d'information annuelle, concernant successivement tous les territoires communaux au cours d'une période de cinq ans. 
Pour les communes de moins de 10 000 habitants, une enquête de recensement portant sur toute la population est réalisée tous les cinq ans, les populations légales des années intermédiaires étant quant à elles estimées par interpolation ou extrapolation. Pour la commune, le premier recensement exhaustif entrant dans le cadre du nouveau dispositif a été réalisé en 2008,.
En 2014, la commune comptait 233 habitants, en évolution de +18,27 % par rapport à 2009 (Maine-et-Loire : +3,3 %, France hors Mayotte : +2,49 %).
| 1793 | 1800 | 1806 | 1821 | 1831 | 1836 | 1841 | 1846 | 1851 |
| ---- | ---- | ---- | ---- | ---- | ---- | ---- | ---- | ---- |
| 291  | 257  | 261  | 295  | 318  | 366  | 354  | 367  | 374  |

| 1856 | 1861 | 1866 | 1872 | 1876 | 1881 | 1886 | 1891 | 1896 |
| ---- | ---- | ---- | ---- | ---- | ---- | ---- | ---- | ---- |
| 391  | 378  | 387  | 360  | 387  | 352  | 346  | 348  | 367  |

| 1901 | 1906 | 1911 | 1921 | 1926 | 1931 | 1936 | 1946 | 1954 |
| ---- | ---- | ---- | ---- | ---- | ---- | ---- | ---- | ---- |
| 338  | 322  | 337  | 310  | 299  | 280  | 271  | 267  | 259  |

| 1962 | 1968 | 1975 | 1982 | 1990 | 1999 | 2008 | 2013 | 2014 |
| ---- | ---- | ---- | ---- | ---- | ---- | ---- | ---- | ---- |
| 270  | 236  | 217  | 214  | 172  | 165  | 190  | 227  | 233  |

### Pyramide des âges
La population de la commune est relativement jeune. Le taux de personnes d'un âge supérieur à 60 ans (15,8 %) est en effet inférieur au taux national (21,8 %) et au taux départemental (21,4 %).
Contrairement aux répartitions nationale et départementale, la population masculine de la commune est supérieure à la population féminine (51,1 % contre 48,7 % au niveau national et 48,9 % au niveau départemental).
La répartition de la population de la commune par tranches d'âge est, en 2008, la suivante :
- 51,1 % d’hommes (0 à 14 ans = 22,7 %, 15 à 29 ans = 20,6 %, 30 à 44 ans = 16,5 %, 45 à 59 ans = 24,7 %, plus de 60 ans = 15,5 %) ;
- 48,9 % de femmes (0 à 14 ans = 21,5 %, 15 à 29 ans = 29 %, 30 à 44 ans = 11,8 %, 45 à 59 ans = 21,5 %, plus de 60 ans = 16,2 %).

| Hommes | Classe d’âge | Femmes |
| ------ | ------------ | ------ |
| 0,0    | 90 ans ou +  | 0,0    |
| 3,1    | 75 à 89 ans  | 6,5    |
| 12,4   | 60 à 74 ans  | 9,7    |
| 24,7   | 45 à 59 ans  | 21,5   |
| 16,5   | 30 à 44 ans  | 11,8   |
| 20,6   | 15 à 29 ans  | 29,0   |
| 22,7   | 0 à 14 ans   | 21,5   |

| Hommes | Classe d’âge | Femmes |
| ------ | ------------ | ------ |
| 0,4    | 90 ans ou +  | 1,1    |
| 6,3    | 75 à 89 ans  | 9,5    |
| 12,1   | 60 à 74 ans  | 13,1   |
| 20,0   | 45 à 59 ans  | 19,4   |
| 20,3   | 30 à 44 ans  | 19,3   |
| 20,2   | 15 à 29 ans  | 18,9   |
| 20,7   | 0 à 14 ans   | 18,7   |

## Économie
Sur 25 établissements présents sur la commune à fin 2010, 56 % relevaient du secteur de l'agriculture (pour une moyenne de 17 % sur le département), 12 % du secteur de l'industrie, aucun du secteur de la construction, 24 % de celui du commerce et des services et 8 % du secteur de l'administration et de la santé.

## Culture locale et patrimoine

### Lieux et monuments
- Château de Bouillé-Théval, des XVIe et XVIIe siècles, inscrit aux Monuments historiques[14] ;
- Ferme de la Motte-Mulon, du XVIIe siècle, cheminée inscrite aux Monuments historiques[15].

### Publications
- « Églises du Haut-Anjou : un patrimoine en danger - Segré », Ouest-France,‎ 18 janvier 2010 (lire en ligne, consulté le 13 avril 2010)
- « Une randonnée entre pierres et pommes - Segré », Ouest-France,‎ 26 août 2009 (lire en ligne, consulté le 13 avril 2010)